# Liste der Deutschen Meister im 400-Meter-Lauf
Der 400-Meter-Lauf ist die längste Sprintdisziplin, die bei den Deutschen Meisterschaften ausgetragen wird. Bei den Männern ist der 400-Meter-Lauf seit 1903 im Programm der Deutschen Leichtathletik-Meisterschaften enthalten, bei den Frauen wurde erstmals 1957 in der DDR eine Meisterschaft über diese Strecke ausgetragen. In der Bundesrepublik Deutschland wurde diese Disziplin für die Frauen erst seit 1958 ins Programm aufgenommen.

## Deutsche Meisterschaftsrekorde
| Männer | 44,70 s | Karl Honz (VfB Stuttgart)  | München   | 21. Juli 1972 |
| Frauen | 49,78 s | Grit Breuer (SC Magdeburg) | Stuttgart | 30. Juni 2001 |

## Gesamtdeutsche Meister seit 1991 (DLV)
| Jahr | Ort                 | Männer    | Männer                                     | Männer   | Frauen    | Frauen                                      | Frauen   |
| Jahr | Ort                 | Datum     | Athlet                                     | Zeit [s] | Datum     | Athletin                                    | Zeit [s] |
| ---- | ------------------- | --------- | ------------------------------------------ | -------- | --------- | ------------------------------------------- | -------- |
| 2025 | Dresden             | 3. August | Jean Paul Bredau (VfL Wolfsburg)           | 45,46    | 3. August | Skadi Schier (SCC Berlin)                   | 51,90    |
| 2024 | Braunschweig        | 30. Juni  | Jean Paul Bredau (SC Potsdam)              | 45,67    | 30. Juni  | Skadi Schier (SCC Berlin)                   | 52,36    |
| 2023 | Kassel              | 9. Juli   | Manuel Sanders (LG Olympia Dortmund)       | 45,07    | 9. Juli   | Skadi Schier (SCC Berlin)                   | 51,82    |
| 2022 | Berlin              | 26. Juni  | Marvin Schlegel (LAC Erdgas Chemnitz)      | 45,77    | 26. Juni  | Corinna Schwab (LAC Erdgas Chemnitz)        | 51,61    |
| 2021 | Braunschweig        | 5. Juni   | Manuel Sanders (LG Olympia Dortmund)       | 45,88    | 6. Juni   | Corinna Schwab (LG Telis Finanz Regensburg) | 52,54    |
| 2020 | Braunschweig        | 9. August | Marvin Schlegel (LAC Erdgas Chemnitz)      | 45,80    | 9. August | Corinna Schwab (LG Telis Finanz Regensburg) | 51,73    |
| 2019 | Berlin              | 4. August | Manuel Sanders (LG Olympia Dortmund)       | 45,86    | 4. August | Luna Bulmahn (VfL Eintracht Hannover)       | 52,37    |
| 2018 | Nürnberg            | 22. Juli  | Johannes Trefz (LG Stadtwerke München)     | 45,70    | 22. Juli  | Nadine Gonska (MTG Mannheim)                | 52,07    |
| 2017 | Erfurt              | 9. Juli   | Johannes Trefz (LG Stadtwerke München)     | 45,81    | 9. Juli   | Ruth Sophia Spelmeyer (VfL Oldenburg)       | 51,84    |
| 2016 | Kassel              | 19. Juni  | Johannes Trefz (LG Stadtwerke München)     | 46,59    | 19. Juni  | Ruth Sophia Spelmeyer (VfL Oldenburg)       | 52,17    |
| 2015 | Nürnberg            | 26. Juli  | Eric Krüger (SC Magdeburg)                 | 46,05    | 26. Juli  | Ruth Sophia Spelmeyer (VfL Oldenburg)       | 52,41    |
| 2014 | Ulm                 | 27. Juli  | Kamghe Gaba (LG Stadtwerke München)        | 45,82    | 27. Juli  | Esther Cremer (TV Wattenscheid 01)          | 52,56    |
| 2013 | Ulm                 | 7. Juli   | David Gollnow (LG Stadtwerke München)      | 46,07    | 7. Juli   | Esther Cremer (TV Wattenscheid 01)          | 51,93    |
| 2012 | Bochum-Wattenscheid | 17. Juni  | Eric Krüger (SC Magdeburg)                 | 46,15    | 17. Juni  | Esther Cremer (TV Wattenscheid 01)          | 52,21    |
| 2011 | Kassel              | 24. Juli  | Jonas Plass (StG Asics Wendelstein/Erding) | 46,59    | 24. Juli  | Esther Cremer (TV Wattenscheid 01)          | 52,70    |
| 2010 | Braunschweig        | 18. Juli  | Kamghe Gaba (LG Eintracht Frankfurt)       | 45,92    | 18. Juli  | Janin Lindenberg (SC Magdeburg)             | 52,32    |
| 2009 | Ulm                 | 5. Juli   | Martin Grothkopp (Dresdner SC)             | 45,94    | 5. Juli   | Sorina Nwachukwu (TSV Bayer 04 Leverkusen)  | 52,33    |
| 2008 | Nürnberg            | 6. Juli   | Simon Kirch (SV Saar 05 Saarbrücken)       | 45,57    | 6. Juli   | Claudia Hoffmann (SC Potsdam)               | 52,12    |
| 2007 | Erfurt              | 22. Juli  | Bastian Swillims (TV Wattenscheid 01)      | 46,21    | 22. Juli  | Claudia Hoffmann (SC Potsdam)               | 52,70    |
| 2006 | Ulm                 | 16. Juli  | Kamghe Gaba (LG Eintracht Frankfurt)       | 45,47    | 16. Juli  | Claudia Hoffmann (SC Potsdam)               | 51,86    |
| 2005 | Bochum-Wattenscheid | 3. Juli   | Simon Kirch (SV Saar 05 Saarbrücken)       | 45,95    | 3. Juli   | Claudia Hoffmann (SC Potsdam)               | 52,51    |
| 2004 | Braunschweig        | 11. Juli  | Ingo Schultz (TSG Bergedorf)               | 45,96    | 11. Juli  | Claudia Marx (LG Nike Berlin)               | 52,94    |
| 2003 | Ulm                 | 29. Juni  | Ingo Schultz (TSG Bergedorf)               | 45,29    | 29. Juni  | Claudia Marx (LG Nike Berlin)               | 52,00    |
| 2002 | Bochum-Wattenscheid | 6. Juli   | Ingo Schultz (LG Olympia Dortmund)         | 44,97    | 6. Juli   | Birgit Rockmeier (LG Olympia Dortmund)      | 52,03    |
| 2001 | Stuttgart           | 30. Juni  | Lars Figura (LG Olympia Dortmund)          | 45,93    | 30. Juni  | Grit Breuer (SC Magdeburg)                  | 49,78    |
| 2000 | Braunschweig        | 30. Juli  | Lars Figura (Werder Bremen)                | 46,54    | 30. Juli  | Grit Breuer (SC Magdeburg)                  | 51,22    |
| 1999 | Erfurt              | 3. Juli   | Stefan Holz (VfL Sindelfingen)             | 45,19    | 3. Juli   | Grit Breuer (SC Magdeburg)                  | 50,17    |
| 1998 | Berlin              | 4. Juli   | Stefan Letzelter (USC Mainz)               | 46,49    | 4. Juli   | Uta Rohländer (SV Halle)                    | 51,75    |
| 1997 | Frankfurt/M.        | 28. Juni  | Jens Dautzenberg (Alemannia Aachen)        | 45,97    | 28. Juni  | Grit Breuer (OSC Berlin)                    | 51,07    |
| 1996 | Köln                | 22. Juni  | Uwe Jahn (LAC Chemnitz)                    | 45,86    | 22. Juni  | Grit Breuer (LT 85 Hannover)                | 51,18    |
| 1995 | Bremen              | 1. Juli   | Uwe Jahn (LAC Chemnitz)                    | 45,95    | 1. Juli   | Silke-Beate Knoll (LG Olympia Dortmund)     | 50,85    |
| 1994 | Erfurt              | 2. Juli   | Kai Karsten (LG Braunschweig)              | 46,10    | 2. Juli   | Anja Rücker (TuS Jena)                      | 52,05    |
| 1993 | Duisburg            | 10. Juli  | Thomas Schönlebe (LG Chemnitz)             | 46,28    | 10. Juli  | Anja Rücker (TuS Jena)                      | 52,43    |
| 1992 | München             | 20. Juni  | Thomas Schönlebe (LG Chemnitz)             | 45,20    | 20. Juni  | Anja Rücker (TuS Jena)                      | 51,86    |
| 1991 | Hannover            | 27. Juli  | Jens Carlowitz (SC Chemnitz)               | 45,49    | 27. Juli  | Karin Janke (VfL Wolfsburg)                 | 51,75    |

## Meister in derBundesrepublik Deutschlandbzw. derTrizonevon 1948 bis 1990 (DLV)
| Jahr | Ort           | Männer     | Männer                                           | Männer   | Frauen                                                     | Frauen                                                     | Frauen                                                     |
| Jahr | Ort           | Datum      | Athlet                                           | Zeit [s] | Datum                                                      | Athletin                                                   | Zeit [s]                                                   |
| ---- | ------------- | ---------- | ------------------------------------------------ | -------- | ---------------------------------------------------------- | ---------------------------------------------------------- | ---------------------------------------------------------- |
| 1990 | Düsseldorf    | 11. August | Norbert Dobeleit (TV Wattenscheid 01)            | 45,22    | 11. August                                                 | Karin Janke (VfL Wolfsburg)                                | 50,64                                                      |
| 1989 | Hamburg       | 12. August | Norbert Dobeleit (TV Wattenscheid 01)            | 45,52    | 12. August                                                 | Helga Arendt (SC Eintracht Hamm)                           | 52,23                                                      |
| 1988 | Frankfurt/M.  | 23. Juli   | Ralf Lübke (LG Bayer Leverkusen)                 | 45,89    | 23. Juli                                                   | Helga Arendt (SC Eintracht Hamm)                           | 50,77                                                      |
| 1987 | Gelsenkirchen | 11. Juli   | Mark Henrich (VfL Kamen)                         | 46,30    | 11. Juli                                                   | Ute Thimm, geb. Finger (TV Wattenscheid 01)                | 51,71                                                      |
| 1986 | Berlin        | 12. Juli   | Ralf Lübke (LG Bayer Leverkusen)                 | 44,98    | 12. Juli                                                   | Gisela Kinzel, geb. Gottwald (SC Eintracht Hamm)           | 51,56                                                      |
| 1985 | Stuttgart     | 3. August  | Erwin Skamrahl (SV Groß Ilsede)                  | 44,92    | 3. August                                                  | Gisela Kinzel, geb. Gottwald (SC Eintracht Hamm)           | 51,68                                                      |
| 1984 | Düsseldorf    | 23. Juni   | Erwin Skamrahl (SV Groß Ilsede)                  | 46,27    | 23. Juni                                                   | Ute Thimm, geb. Finger (ASV Köln)                          | 51,35                                                      |
| 1983 | Bremen        | 25. Juni   | Hartmut Weber (VfL Kamen)                        | 45,12    | 25. Juni                                                   | Gaby Bußmann (LG Ahlen/Hamm)                               | 50,87                                                      |
| 1982 | München       | 24. Juli   | Erwin Skamrahl (SV Groß Ilsede)                  | 45,09    | 24. Juli                                                   | Gaby Bußmann (LG Ahlen/Hamm)                               | 51,48                                                      |
| 1981 | Gelsenkirchen | 18. Juli   | Hartmut Weber (OSC Thier Dortmund)               | 46,28    | 18. Juli                                                   | Ute Finger (OSC Thier Dortmund)                            | 52,32                                                      |
| 1980 | Hannover      | 16. August | Erwin Skamrahl (Post-SV Hannover)                | 45,80    | 16. August                                                 | Gaby Bußmann (ASV Köln)                                    | 51,90                                                      |
| 1979 | Stuttgart     | 11. August | Harald Schmid (TV Gelnhausen)                    | 44,92    | 12. August                                                 | Elke Decker (TuS 04 Leverkusen)                            | 52,06                                                      |
| 1978 | Köln          | 12. August | Franz-Peter Hofmeister (TSV Bayer 04 Leverkusen) | 45,45    | 13. August                                                 | Gaby Bußmann (ASV Köln)                                    | 51,74                                                      |
| 1977 | Hamburg       | 6. August  | Bernd Herrmann (TSV Bayer 04 Leverkusen)         | 45,79    | 7. August                                                  | Dagmar Fuhrmann, geb. Jost (LG Frankfurt)                  | 51,89                                                      |
| 1976 | Frankfurt/M.  | 14. August | Lothar Krieg (ASC Wella Darmstadt)               | 45,95    | 15. August                                                 | Rita Wilden, geb. Jahn (TuS 04 Leverkusen)                 | 51,47                                                      |
| 1975 | Gelsenkirchen | 29. Juni   | Bernd Herrmann (TSV Bayer 04 Leverkusen)         | 45,10    | 29. Juni                                                   | Rita Wilden, geb. Jahn (TuS 04 Leverkusen)                 | 51,69                                                      |
| 1974 | Hannover      | 27. Juli   | Bernd Herrmann (TSV Bayer 04 Leverkusen)         | 45,10    | 28. Juli                                                   | Rita Wilden, geb. Jahn (TuS 04 Leverkusen)                 | 52,06                                                      |
| 1973 | Berlin        | 21. Juli   | Karl Honz (VfB Stuttgart)                        | 45,60    | 21. Juli                                                   | Rita Wilden, geb. Jahn (TuS 04 Leverkusen)                 | 52,72                                                      |
| 1972 | München       | 21. Juli   | Karl Honz (VfB Stuttgart)                        | 44,70    | 22. Juli                                                   | Rita Wilden, geb. Jahn (TuS 04 Leverkusen)                 | 52,14                                                      |
| 1971 | Stuttgart     | 10. Juli   | Hermann Köhler (TV Wattenscheid 01)              | 45,8     | 10. Juli                                                   | Inge Bödding, geb. Eckhoff (LG Nordwest-Hamburg)           | 52,9                                                       |
| 1970 | Berlin        | 8. August  | Thomas Jordan (TSV Bayer 04 Leverkusen)          | 45,6     | 8. August                                                  | Christel Frese (ASV Köln)                                  | 52,6 (DR)                                                  |
| 1969 | Düsseldorf    | 16. August | Martin Jellinghaus (TSV 1860 München)            | 46,4     | 16. August                                                 | Christel Frese (ASV Köln)                                  | 54,3                                                       |
| 1968 | Berlin        | 17. August | Martin Jellinghaus (TSV 1860 München)            | 46,0     | 17. August                                                 | Helga Henning (SV Polizei Hamburg)                         | 55,3                                                       |
| 1967 | Stuttgart     | 5. August  | Fritz Roderfeld (Rot-Weiß Oberhausen)            | 46,6     | 5. August                                                  | Gisela Köpke (Meidericher SV)                              | 55,5                                                       |
| 1966 | Hannover      | 7. August  | Siegfried König (Karlsruher SC)                  | 46,0     | 6. August                                                  | Helga Henning (Hamburger SV)                               | 54,4                                                       |
| 1965 | Duisburg      | 8. August  | Jens Ulbricht (SV St. Georg 1895 Hamburg)        | 47,5     | 7. August                                                  | Antje Gleichfeld, geb. Braasch (LG Alstertal-Garstedt)     | 56,1                                                       |
| 1964 | Berlin        | 9. August  | Jürgen Kalfelder (Wuppertaler SV)                | 46,4     | 9. August                                                  | Erna Maisack (TV Jahn Plaidt)                              | 55,2                                                       |
| 1963 | Augsburg      | 11. August | Jürgen Kalfelder (Wuppertaler SV)                | 46,0     | 10. August                                                 | Helga Henning (Hannover 96)                                | 54,1                                                       |
| 1962 | Hamburg       | 29. Juli   | Hans-Joachim Reske (TSV Bayer 04 Leverkusen)     | 46,1     | 28. Juli                                                   | Helga Henning (Hannover 96)                                | 54,8                                                       |
| 1961 | Düsseldorf    | 30. Juli   | Johannes Kaiser (ASV Köln)                       | 46,7     | 29. Juli                                                   | Maria Jeibmann, geb. Arenz (Wuppertaler SV)                | 56,2                                                       |
| 1960 | Berlin        | 24. Juli   | Carl Kaufmann (Karlsruher SC)                    | 45,5     | 23. Juli                                                   | Maria Jeibmann, geb. Arenz (Wuppertaler SV)                | 56,2                                                       |
| 1959 | Stuttgart     | 26. Juli   | Carl Kaufmann (Karlsruher SC)                    | 46,9     | 25. Juli                                                   | Maria Jeibmann, geb. Arenz (Wuppertaler SV)                | 57,1                                                       |
| 1958 | Hannover      | 20. Juli   | Carl Kaufmann (Karlsruher SC)                    | 46,9     | 19. Juli                                                   | Antje Braasch (TuS Alstertal Hamburg)                      | 57,1                                                       |
| 1957 | Düsseldorf    | 18. August | Jürgen Kühl (SuS Bergedorf)                      | 47,4     | Wettbewerb für Frauen noch nicht im Meisterschaftsprogramm | Wettbewerb für Frauen noch nicht im Meisterschaftsprogramm | Wettbewerb für Frauen noch nicht im Meisterschaftsprogramm |
| 1956 | Berlin        | 18. August | Karl-Friedrich Haas (1. FC Nürnberg)             | 46,8     | Wettbewerb für Frauen noch nicht im Meisterschaftsprogramm | Wettbewerb für Frauen noch nicht im Meisterschaftsprogramm | Wettbewerb für Frauen noch nicht im Meisterschaftsprogramm |
| 1955 | Frankfurt/M.  | 6. August  | Karl-Friedrich Haas (1. FC Nürnberg)             | 47,2     | Wettbewerb für Frauen noch nicht im Meisterschaftsprogramm | Wettbewerb für Frauen noch nicht im Meisterschaftsprogramm | Wettbewerb für Frauen noch nicht im Meisterschaftsprogramm |
| 1954 | Hamburg       | 7. August  | Karl-Friedrich Haas (1. FC Nürnberg)             | 47,4     | Wettbewerb für Frauen noch nicht im Meisterschaftsprogramm | Wettbewerb für Frauen noch nicht im Meisterschaftsprogramm | Wettbewerb für Frauen noch nicht im Meisterschaftsprogramm |
| 1953 | Augsburg      | 26. Juli   | Karl-Friedrich Haas (1. FC Nürnberg)             | 47,2     | Wettbewerb für Frauen noch nicht im Meisterschaftsprogramm | Wettbewerb für Frauen noch nicht im Meisterschaftsprogramm | Wettbewerb für Frauen noch nicht im Meisterschaftsprogramm |
| 1952 | Berlin        | 29. Juni   | Karl-Friedrich Haas (1. FC Nürnberg)             | 47,0     | Wettbewerb für Frauen noch nicht im Meisterschaftsprogramm | Wettbewerb für Frauen noch nicht im Meisterschaftsprogramm | Wettbewerb für Frauen noch nicht im Meisterschaftsprogramm |
| 1951 | Düsseldorf    | 29. Juli   | Hans Geister (CSV Marathon 1910 Krefeld)         | 47,2     | Wettbewerb für Frauen noch nicht im Meisterschaftsprogramm | Wettbewerb für Frauen noch nicht im Meisterschaftsprogramm | Wettbewerb für Frauen noch nicht im Meisterschaftsprogramm |
| 1950 | Stuttgart     | 6. August  | Hubert Huppertz (TuS Rot-Weiß Koblenz)           | 47,4     | Wettbewerb für Frauen noch nicht im Meisterschaftsprogramm | Wettbewerb für Frauen noch nicht im Meisterschaftsprogramm | Wettbewerb für Frauen noch nicht im Meisterschaftsprogramm |
| 1949 | Bremen        | 7. August  | Hubert Huppertz (TuS Rot-Weiß Koblenz)           | 47,8     | Wettbewerb für Frauen noch nicht im Meisterschaftsprogramm | Wettbewerb für Frauen noch nicht im Meisterschaftsprogramm | Wettbewerb für Frauen noch nicht im Meisterschaftsprogramm |
| 1948 | Nürnberg      | 15. August | Gerhard Audorf (Berliner SC)                     | 49,5     | Wettbewerb für Frauen noch nicht im Meisterschaftsprogramm | Wettbewerb für Frauen noch nicht im Meisterschaftsprogramm | Wettbewerb für Frauen noch nicht im Meisterschaftsprogramm |

## Meister in derDDRbzw. derSBZvon 1948 bis 1990 (DVfL)
| Jahr | Ort             | Datum                | Männer                                  | Männer   | Frauen                                                                     | Frauen                                                     |
| Jahr | Ort             | Datum                | Athlet                                  | Zeit [s] | Athletin                                                                   | Zeit [s]                                                   |
| ---- | --------------- | -------------------- | --------------------------------------- | -------- | -------------------------------------------------------------------------- | ---------------------------------------------------------- |
| 1990 | Dresden         |                      | Jens Carlowitz (SC Karl-Marx-Stadt)     |          | Grit Breuer (SC Neubrandenburg)                                            |                                                            |
| 1989 | Neubrandenburg  |                      | Matthias Schrober (SC Turbine Erfurt)   | 47,46    | Grit Breuer (SC Neubrandenburg)                                            | 50,48                                                      |
| 1988 | Rostock         |                      | Thomas Schönlebe (SC Karl-Marx-Stadt)   | 45,56    | Petra Müller (SC Chemie Halle)                                             | 50,26                                                      |
| 1987 | Potsdam         |                      | Thomas Schönlebe (SC Karl-Marx-Stadt)   | 44,48    | Petra Müller (SC Chemie Halle)                                             | 49,64                                                      |
| 1986 |                 |                      | Mathias Schersing (SC Chemie Halle)     | 45,19    | Petra Müller (SC Chemie Halle)                                             | 50,67                                                      |
| 1985 | Leipzig         | 9. bis 11. August    | Thomas Schönlebe (SC Karl-Marx-Stadt)   | 44,93    | Kirsten Emmelmann, geb. Siemon (SC Magdeburg)                              | 50,22                                                      |
| 1984 | Erfurt          | 1. bis 3. Juni       | Thomas Schönlebe (SC Karl-Marx-Stadt)   | 45,13    | Marita Koch (SC Empor Rostock)                                             | 48,86                                                      |
| 1983 | Karl-Marx-Stadt | 16. bis 18. Juni     | Thomas Schönlebe (SC Karl-Marx-Stadt)   | 45,50    | Sabine Busch (SC Turbine Erfurt)                                           | 50,26                                                      |
| 1982 | Dresden         | 30. Juni bis 3. Juli | Andreas Knebel (SC Magdeburg)           | 46,74    | Dagmar Rübsam (SC Turbine Erfurt)                                          | 50,74                                                      |
| 1981 | Jena            | 7. bis 9. August     | Andreas Knebel (SC Magdeburg)           | 45,72    | Marita Koch (SC Empor Rostock)                                             | 49,64                                                      |
| 1980 | Cottbus         | 16. bis 18. Juli     | Frank Schaffer (ASK Vorwärts Potsdam)   | 46,12    | Marita Koch (SC Empor Rostock)                                             | 49,55                                                      |
| 1979 | Karl-Marx-Stadt | 9. bis 12. August    | Frank Schaffer (ASK Vorwärts Potsdam)   | 45,73    | Gabriele Kotte (SC Einheit Dresden) / Christina Brehmer (SC Dynamo Berlin) | 50,70                                                      |
| 1978 |                 |                      | Frank Richter (SC DHfK Leipzig)         | 45,91    | Marita Koch (SC Empor Rostock)                                             | 49,19                                                      |
| 1977 | Dresden         |                      | Jürgen Utikal (SC Dynamo Berlin)        | 46,47    | Marita Koch (SC Empor Rostock)                                             | 51,47                                                      |
| 1976 | Karl-Marx-Stadt |                      | Gunter Arnold (ASK Vorwärts Potsdam)    | 47,23    | Brigitte Rohde (SC Neubrandenburg)                                         | 50,71                                                      |
| 1975 | Erfurt          |                      | Dietmar Krug (SC Turbine Erfurt)        | 46,12    | Brigitte Rohde (SC Neubrandenburg)                                         | 50,98                                                      |
| 1974 | Leipzig         |                      | Andreas Scheibe (SC Karl-Marx-Stadt)    | 45,8     | Ellen Streidt, geb. Strophal (ASK Vorwärts Potsdam)                        | 51,5                                                       |
| 1973 | Dresden         |                      | Andreas Scheibe (SC Karl-Marx-Stadt)    | 46,3     | Monika Zehrt (SC Dynamo Berlin)                                            | 51,6                                                       |
| 1972 | Erfurt          |                      | Wolfgang Müller (ASK Vorwärts Potsdam)  | 46,3     | Monika Zehrt (SC Dynamo Berlin)                                            | 51,1                                                       |
| 1971 | Leipzig         |                      | Klaus Hauke (SC Einheit Dresden)        | 46,2     | Helga Seidler, geb. Fischer (SC Karl-Marx-Stadt)                           | 52,2                                                       |
| 1970 | Erfurt          |                      | Wolfgang Müller (ASK Vorwärts Potsdam)  | 46,2     | Monika Zehrt (SC Dynamo Berlin)                                            | 52,9                                                       |
| 1969 | Berlin          |                      | Wolfgang Müller (ASK Vorwärts Potsdam)  | 47,1     | Hannelore Middecke (SC Motor Jena)                                         | 54,0                                                       |
| 1968 | Erfurt          |                      | Michael Zerbes (TSC Berlin)             | 45,6     | Waltraud Birnbaum (SC Magdeburg)                                           | 54,8                                                       |
| 1967 | Halle (Saale)   |                      | Wilfried Weiland (ASK Vorwärts Potsdam) | 47,2     | Ingrid Zander (SC Neubrandenburg)                                          | 55,5                                                       |
| 1966 | Jena            |                      | Wilfried Weiland (ASK Vorwärts Potsdam) | 46,7     | Brigitte Flach (TSC Berlin)                                                | 55,1                                                       |
| 1965 | Karl-Marx-Stadt |                      | Hartmut Schwabe (SC Dynamo Berlin)      | 47,3     | Gertrud Schmidt (SC Traktor Schwerin)                                      | 54,6                                                       |
| 1964 | Jena            |                      | Arthur Speer (SC Dynamo Berlin)         | 47,4     | Gertrud Schmidt (SC Traktor Schwerin)                                      | 54,3                                                       |
| 1963 | Jena            |                      | Arthur Speer (SC Dynamo Berlin)         | 47,4     | Gertrud Schmidt (SC Traktor Schwerin)                                      | 55,2                                                       |
| 1962 | Dresden         |                      | Edgar Benkwitz (SC Dynamo Berlin)       | 47,7     | Bärbel Reinagel, geb. Mayer (SC Dynamo Berlin)                             | 56,7                                                       |
| 1961 | Dresden         |                      | Gottfried Klimbt (SC Dynamo Berlin)     | 48,?     | Bärbel Mayer (SC Dynamo Berlin)                                            | 55,9                                                       |
| 1960 | Leipzig         |                      | Karl Storm (SC Dynamo Berlin)           | 46,9     | Christa Weßler (Lok Nordhausen)                                            | 57,8                                                       |
| 1959 | Leipzig         |                      | Klaus Schüler (SC DHfK Leipzig)         | 47,8     | Bärbel Mayer (SC Dynamo Berlin)                                            | 55,1                                                       |
| 1958 | Jena            |                      | Gottfried Klimbt (SC Dynamo Berlin)     | 47,9     | Bärbel Mayer (SC Dynamo Berlin)                                            | 55,7                                                       |
| 1957 | Berlin          |                      | Gottfried Klimbt (SC Dynamo Berlin)     | 48,5     | Ursula Donath, geb. Jurewitz (SC Chemie Halle)                             | 55,9                                                       |
| 1956 | Erfurt          |                      | Horst Mann (SC Empor Rostock)           | 47,3     |                                                                            |                                                            |
| 1955 | Jena            |                      | Horst Mann (Wissenschaft Greifswald)    | 47,8     |                                                                            |                                                            |
| 1954 | Dresden         |                      | Willi Bromberger (Dynamo Potsdam)       | 47,7     |                                                                            |                                                            |
| 1953 | Leipzig         |                      | Willi Bromberger (Dynamo Potsdam)       | 49,1     |                                                                            |                                                            |
| 1952 | Jena            |                      | Fritz Lacina (SV DVP Potsdam)           | 49,3     |                                                                            |                                                            |
| 1951 | Erfurt          | 13. bis 15. Juli     | Rolf Bäslack (BSG Empor Lindenau)       | 49,4     |                                                                            |                                                            |
| 1950 | Halberstadt     |                      | Rolf Bäslack (Konsum Leipzig)           | 51,4     | Wettbewerb für Frauen noch nicht im Meisterschaftsprogramm                 | Wettbewerb für Frauen noch nicht im Meisterschaftsprogramm |
| 1949 | Jena            |                      | Kurt Edel (SV DVP Potsdam)              | 50,6     | Wettbewerb für Frauen noch nicht im Meisterschaftsprogramm                 | Wettbewerb für Frauen noch nicht im Meisterschaftsprogramm |
| 1948 | Chemnitz        |                      | R. Töpelt (Leipzig)                     | 50,7     | Wettbewerb für Frauen noch nicht im Meisterschaftsprogramm                 | Wettbewerb für Frauen noch nicht im Meisterschaftsprogramm |

## Deutsche Meister 1898 bis 1947 (DLV)
In diesen Jahren wurde der 400-Meter-Lauf nur für Männer ausgetragen.
| Jahr | Ort                                                         | Datum                                                       | Athlet                                                      | Zeit [s]                                                    |
| ---- | ----------------------------------------------------------- | ----------------------------------------------------------- | ----------------------------------------------------------- | ----------------------------------------------------------- |
| 1947 | Köln                                                        | 10. August                                                  | Hans Hieke (Hamburger SV)                                   | 49,2                                                        |
| 1946 | Frankfurt am Main                                           | 25. August                                                  | Kurt Edel (Hamburger SV)                                    | 49,6                                                        |
| 1945 | kriegsbedingt keine Deutschen Leichtathletikmeisterschaften | kriegsbedingt keine Deutschen Leichtathletikmeisterschaften | kriegsbedingt keine Deutschen Leichtathletikmeisterschaften | kriegsbedingt keine Deutschen Leichtathletikmeisterschaften |
| 1944 | kriegsbedingt keine Deutschen Leichtathletikmeisterschaften | kriegsbedingt keine Deutschen Leichtathletikmeisterschaften | kriegsbedingt keine Deutschen Leichtathletikmeisterschaften | kriegsbedingt keine Deutschen Leichtathletikmeisterschaften |
| 1943 | Berlin                                                      | 25. Juli                                                    | Berthold Gilbert (Luftwaffen SV Stralsund)                  | 49,0                                                        |
| 1942 | Berlin                                                      | 26. Juli                                                    | Rudolf Harbig (Eintracht Braunschweig)                      | 48,1                                                        |
| 1941 | Berlin                                                      | 20. Juli                                                    | Fritz Ahrens (Luftwaffen SV Berlin)                         | 49,3                                                        |
| 1940 | Berlin                                                      | 11. August                                                  | Cuno Wieland (VfL Halle 1896)                               | 49,0                                                        |
| 1939 | Berlin                                                      | 9. Juli                                                     | Helmut Hamann (SV Allianz Berlin)                           | 48,1                                                        |
| 1938 | Breslau                                                     | 29. Juli                                                    | Erich Linnhoff (SCC Berlin)                                 | 47,6                                                        |
| 1937 | Berlin                                                      | 25. Juli                                                    | Erich Linnhoff (SCC Berlin)                                 | 49,0                                                        |
| 1936 | Berlin                                                      | 12. Juli                                                    | Helmut Hamann (SV Allianz Berlin)                           | 48,9                                                        |
| 1935 | Berlin                                                      | 4. August                                                   | Helmut Hamann (SV Allianz Berlin)                           | 49,2                                                        |
| 1934 | Nürnberg                                                    | 28. Juli                                                    | Adolf Metzner (Eintracht Frankfurt)                         | 48,4                                                        |
| 1933 | Köln                                                        | 12. August                                                  | Harry Voigt (DSC Berlin)                                    | 48,4                                                        |
| 1932 | Hannover                                                    | 2. Juli                                                     | Adolf Metzner (Eintracht Frankfurt)                         | 47,8                                                        |
| 1931 | Berlin                                                      | 1. August                                                   | Adolf Metzner (Eintracht Frankfurt)                         | 48,4                                                        |
| 1930 | Magdeburg                                                   | 3. August                                                   | Ferdy Kisters (Post SV Düsseldorf)                          | 49,5                                                        |
| 1929 | Breslau                                                     | 21. Juli                                                    | Joachim Büchner (SC Viktoria Magdeburg)                     | 48,1                                                        |
| 1928 | Düsseldorf                                                  | 15. Juli                                                    | Joachim Büchner (SC Viktoria Magdeburg)                     | 48,4                                                        |
| 1927 | Berlin                                                      | 16. Juli                                                    | Joachim Büchner (SC Viktoria Magdeburg)                     | 48,8                                                        |
| 1926 | Leipzig                                                     | 7. August                                                   | Otto Peltzer (SC Preußen Stettin)                           | 49,0                                                        |
| 1925 | Berlin                                                      | 9. August                                                   | Reinhold Schmidt (SC Teutonia 99 Berlin)                    | 49,0                                                        |
| 1924 | Stettin                                                     | 10. August                                                  | Otto Neumann (Mannheimer Turngesellschaft)                  | 51,2                                                        |
| 1923 | Frankfurt am Main                                           | 19. August                                                  | Erich Renell (DSC Berlin)                                   | 51,6                                                        |
| 1922 | Duisburg                                                    | 20. August                                                  | Otto Neumann (Mannheimer Turngesellschaft)                  | 50,1                                                        |
| 1921 | Hamburg                                                     | 21. August                                                  | Willi Dünker (SCC Berlin)                                   | 49,6                                                        |
| 1920 | Dresden                                                     | 15. August                                                  | Carl Erler (SV St. Georg 1895 Hamburg)                      | 52,0                                                        |
| 1919 | Nürnberg                                                    | 24. August                                                  | Adolf Leber (TSV 1860 München)                              | 52,6                                                        |
| 1918 | Berlin                                                      | 25. August                                                  | Hans Skowronnek (Berliner SC)                               | 53,8                                                        |
| 1917 | Berlin                                                      | 5. August                                                   | O. Wieland (Turngemeinde in Berlin)                         | 54,9                                                        |
| 1916 | Leipzig                                                     | 27. August                                                  | Gerhard Gellert (Teutonia 1899 Berlin)                      | 53,0                                                        |
| 1915 | Berlin                                                      | 19. September                                               | Hans Skowronnek (Berliner SC)                               | 53,8                                                        |
| 1914 | kriegsbedingt keine Deutschen Leichtathletikmeisterschaften | kriegsbedingt keine Deutschen Leichtathletikmeisterschaften | kriegsbedingt keine Deutschen Leichtathletikmeisterschaften | kriegsbedingt keine Deutschen Leichtathletikmeisterschaften |
| 1913 | Breslau                                                     | 17. August                                                  | Max Herrmann (Berliner SC)                                  | 52,2                                                        |
| 1912 | Duisburg                                                    | 18. August                                                  | Hanns Braun (Münchner SC)                                   | 51,6                                                        |
| 1911 | Dresden                                                     | 20. August                                                  | Max Herrmann (Berliner SC)                                  | 51,0                                                        |
| 1910 | Frankfurt am Main                                           | 28. August                                                  | Hanns Braun (Münchner SC)                                   | 49,2                                                        |
| 1909 | Frankfurt am Main                                           | 29. August                                                  | Hanns Braun (Münchner SC)                                   | 50,0                                                        |
| 1908 | Berlin                                                      | 16. August                                                  | Otto Trieloff (Preußen Duisburg)                            | 53,6                                                        |
| 1907 | Breslau                                                     | 18. August                                                  | Vincenz Duncker (Mittweidaer BC)                            | 56,0                                                        |
| 1906 | Hannover                                                    | 2. September                                                | Vincenz Duncker (Mittweidaer BC)                            | 56,6                                                        |
| 1905 | Mülhausen                                                   | 16. Juli                                                    | Martin Beckmann (VfB Leipzig)                               | 52,8                                                        |
| 1904 | Berlin                                                      | 4. September                                                | Willy Lüdtke (Berliner SC)                                  | k. A.                                                       |
| 1903 | Frankfurt am Main                                           | 23. August                                                  | Ernst Schweikert (1. FC Pforzheim)                          | 56,8                                                        |